# مکس ابرل
مکس ابرل (انگلیسی: Max Eberl؛ زادهٔ ۲۱ سپتامبر ۱۹۷۳) بازیکن فوتبال اهل آلمان است.
از باشگاه‌هایی که در آن بازی کرده‌است می‌توان به باشگاه فوتبال بایرن مونیخ ۲، باشگاه فوتبال گروتر فورث، باشگاه فوتبال بوخوم، باشگاه فوتبال بایرن مونیخ، و باشگاه فوتبال بروسیا مونشن‌گلادباخ اشاره کرد.
وی همچنین در تیم‌های ملی فوتبال جوانان آلمان و زیر ۲۱ سال آلمان بازی کرده‌است.

## یادکرد ویکی‌پدیا
- مشارکت‌کنندگان ویکی‌پدیا. «Max Eberl». در دانشنامهٔ ویکی‌پدیای انگلیسی، بازبینی‌شده در ۱۴ آوریل ۲۰۲۲.